# Mártires de Abitinia
Los Mártires de Abitinia o Mártires de Abitinae fueron un grupo de 49 cristianos declarados culpables, en el año 304, durante el reinado del emperador Diocleciano, de haber celebrado ilegalmente el culto dominical en Abitinae, una ciudad de la Provincia romana de África. Con frecuencia se hace referencia a la ciudad como Abitina, pero la forma indicada en el Anuario Pontificio, y en otros lugares, es Abitinae.  La forma plural Abitinae es la que utilizó San Agustín de Hipona al escribir su De baptismo en el año 400 o 401.

## Hagiografía
El 24 de febrero del año anterior, Diocleciano había publicado su primer edicto contra los cristianos, ordenando la destrucción de las escrituras cristianas y los lugares de culto en todo el Imperio, y prohibiendo a los cristianos reunirse para el culto.
Aunque Fundanus, el obispo local de Abitinae, obedeció el edicto y entregó las escrituras de la iglesia a las autoridades, algunos de los cristianos continuaron reuniéndose ilegalmente bajo el sacerdote Saturnino. Fueron arrestados y llevados ante los magistrados locales, que los enviaron a Cartago, la capital de la provincia, para ser juzgados.
El juicio tuvo lugar el 12 de febrero ante el procónsul Anullinus. Uno de los integrantes del grupo era Dativus, senador. Fue interrogado, declaró que era cristiano y que había participado en la reunión de los cristianos, pero incluso bajo tortura al principio se negó a decir quién la presidía. Durante este interrogatorio, el abogado Fortunatianus, hermano de Victoria, una de las acusadas, denunció a Dativus de haberla seducido a ella y a otras jóvenes ingenuas para que asistieran al servicio; pero ella declaró que había ido por su propia voluntad.  Interrumpiendo la tortura, el procónsul volvió a preguntar a Dativus si había participado en la reunión. Dativus volvió a declarar que sí. Entonces, cuando se le preguntó quién había sido el instigador, respondió: "El sacerdote Saturnino y todos nosotros". Entonces fue llevado a prisión y murió poco después a causa de sus heridas.
El sacerdote Saturnino fue entonces interrogado y se mantuvo firme incluso bajo tortura.  Su ejemplo fue seguido por todos los demás, tanto hombres como mujeres.  Entre ellos estaban sus cuatro hijos.
Una de las respuestas de los acusados ha sido citada con frecuencia. A Emérito, que declaró que los cristianos se habían reunido en su casa, le preguntaron por qué había violado el mandato del emperador. Respondió: Sine dominico non possumus - no podemos vivir sin esto del Señor. Se refería a la celebración de la Santa Eucaristía que el emperador había declarado ilegal, pero en la que ellos habían decidido participar aun a costa de ser torturados y condenados a muerte.
A veces se considera a Santa Restituta una de las mártires de Abitinae.

## Lista de los mártires de Abitinae
La fiesta de los Mártires de Abitinae se celebra el 12 de febrero. Bajo esa fecha el Martirologio Romano' registra los nombres de los cuarenta y nueve:
| - Saturnino, Presbítero - Saturnino, hijo de Saturnino, Lector - Félix, hijo de Saturnino, lector - María, hija de Saturnino - Hilarión, hijo pequeño de Saturnino - Dativus, también conocido como Sanator - Félix - otro Félix - Emérito, Lector - Ampelius, Lector - Benignus, hijo de Ampelius - Rogatiano - Quintus - Maximiano o Máximo - Telica o Tazelita - Otro Rogatiano - Rogatus | - Ianuarius - Casiano - Victoriano - Vincentius - Cecilio - Restituta - Prima - Eva - otro Rogatianus - Givalius - Rogatus - Pomponia - Secunda - Ianuaria - Saturnina - Martinus - Clautus | - Felix junior - Margarits - Maior - Honorata - Regiola - Victorino - Pelusius - Fausto - Daciano - Matrona - Caecilia - Victoria, una virgen de Cartago - Berectina - Secunda - Matrona - Ianuaria |